# Якоруда (община)
Якоруда (болг. Община Якоруда) — община в Болгарии. Входит в состав Благоевградской области. Население составляет 10 681 человек (на 15 мая 2008 года).
Административный центр — город Якоруда.
Площадь территории общины 339 км².

## Состав общины
В состав общины входят следующие населённые пункты:
1. село Аврамово
2. село Бел-Камен
3. село Бунцево
4. село Конарско
5. село Смолево
6. село Черна-Места
7. село Юруково
8. город Якоруда

## Политическая ситуация
Кмет (мэр) общины Якоруда — Нуредин Мусов Кафелов (Движение за права и свободы (ДПС)).